# NGC 66
NGC 66 este o galaxie spirală barată situată în constelația Balena. Aceasta a fost descoperită în anul 1886 de către Frank Muller.